# Mahasamghika
Mahāsāṃghika var en tidig inriktning inom buddhismen i Indien. Inriktningen tillkom efter en splittring inom den buddhistiska gemenskapen, i senare theravada-källor daterad till ett århundrade efter Buddhas död. 
Den buddhistiska gemenskapen delades mellan magasanghika och sthaviranikaya. Det är oklart varför splittringen skedde. Några theravada-källor anger en dispyt gällande levnadsregler för munkar, medan en annan anger en dispyt gällande påstådda brister hos arahanter (upplysta) i grupperingen som kom att bli sthaviranikaya. Buddhologen Andrew Skilton anser, att Mahāsāṃghika-buddhismens klosterregel ger ett mer ålderdomligt och ursprungligt intryck än andra buddhistiska klosterregler, och detta är numera det allmänt accepterade forskningsläget.
Det är oklart vilka religiösa ståndpunkter mahasanghika höll, men de tycks bland annat ha lagt tonvikt på bodhisattva-vägen, och ha haft en syn på Buddha och buddhaskap som påminner om det mahayanska synsättet: att Buddha (dharmakaya) redan var upplyst, men genomgick den process som han gjorde för att inspirera mänskligheten.
Inriktningen började i Magadha i norra Indien, men blomstrade framför allt i Andhra Pradesh och i nuvarande Afghanistan, och finns inte längre kvar.